# Pajęczyna (serial telewizyjny)
Pajęczyna – polski serial kryminalno-historyczny udostępniany od 19 października do 30 listopada 2021 na platformie VOD Player oraz emitowany na antenie TVN od 6 marca do 17 kwietnia 2022. Serial został współfinansowany przez Polski Instytut Sztuki Filmowej.

## Fabuła
Fabuła serialu inspirowana jest w części prawdziwymi wydarzeniami z drugiej połowy lat 70. XX wieku, a jej motyw przewodni stanowi polski program atomowy Sylwestra Kaliskiego w szczycie gierkowskiej prosperity. Akcja rozgrywa się na dwóch płaszczyznach czasowych: w 1978 i 2010 roku.
W 1978 r., w laboratorium Instytutu Fuzji Termonuklearnej w Warszawie, zespół profesora generała Grzegorza Giedrowicza (Marek Kalita) i profesor Teresy Titko (Anna Radwan) przeprowadza udany eksperyment fuzji termojądrowej. Polska ma ogromną szansę dołączenia do światowych potęg nuklearnych, a tym samym znaczącej poprawy swojej pozycji w Europie. Fakt ten pociąga za sobą szereg zdarzeń, które będą miały kontynuację w przyszłości.
W 2010 r., obdarzona niezwykłą pamięcią, naukowiec – Kornelia Titko (Joanna Kulig) otrzymuje tajemniczy list, w którym poruszona zostaje sprawa okoliczności śmierci jej starszej siostry – Jagody, w 1978 r.. Bohaterka rozpoczyna prywatne dochodzenie, podczas którego na jaw wyjdą wątki sprzed 32 lat.

## Obsada
| Aktor                | Rola                                                       |
| -------------------- | ---------------------------------------------------------- |
| Joanna Kulig         | Kornelia Titko                                             |
| Eryk Lubos           | Stanisław Wanio                                            |
| Anna Kraszewska      | Jagoda Titko                                               |
| Szymon Bobrowski     | wojewoda Włodzimierz Węgrowski                             |
| Andrzej Grabowski    | Edward Gierek                                              |
| Wojciech Wysocki     | Piotr Jaroszewicz                                          |
| Michalina Olszańska  | kapitan Ewa Wolańska w roku 1978                           |
| Liliana Głąbczyńska  | kapitan Ewa Wolańska w roku 2010                           |
| Mateusz Banasiuk     | podporucznik Tadeusz Mróz w roku 1978                      |
| Mirosław Baka        | podporucznik Tadeusz Mróz w roku 2010                      |
| Marek Kalita         | profesor generał Grzegorz Giedrowicz                       |
| Anna Radwan          | profesor Teresa Titko                                      |
| Magdalena Smalara    | komisarz Janina Pastuszek                                  |
| Rafał Mohr           | Artem                                                      |
| Justyna Fabisiak     | Maja Simonides w roku 1978                                 |
| Edyta Olszówka       | Maja Simonides w roku 2010                                 |
| Hubert Miłkowski     | Marcin, syn Kornelii                                       |
| Bartłomiej Firlet    | Marek Lisicki, naczelnik Urzędu Kontroli Prasy w roku 1978 |
| Marek Kasprzyk       | Roman Waligóra, sekretarz wojewódzki PZPR                  |
| Rafał Szałajko       | doktor Krzysztof Fijałkowski                               |
| Krzysztof Dracz      | Wojciech Jaruzelski                                        |
| Klara Bielawka       | Bożena Wanio                                               |
| Rafał Fudalej        | naukowiec Karol                                            |
| Maciej Mikołajczyk   | porucznik Robert Bielik w roku 1978                        |
| Filip Garmulewicz    | Radek Węgrowski w roku 1978                                |
| Przemysław Sadowski  | Radek Węgrowski w roku 2010                                |
| Aleksander Machalica | ojciec Teresy                                              |
| Ewa Wencel           | Zofia Rec                                                  |

## Spis serii
| Seria | Seria | Odcinki | Premiera (Player) | Premiera (Player)    | Premiera (Player) | Premiera (Player)             | Pierwsza emisja telewizyjna (TVN) | Pierwsza emisja telewizyjna (TVN) | Pierwsza emisja telewizyjna (TVN) | Pierwsza emisja telewizyjna (TVN) | Pierwsza emisja telewizyjna (TVN) |
| Seria | Seria | Odcinki | Sezon             | Premiera serii       | Finał serii       | Dzień tyg. dodawania odcinków | Sezon                             | Premiera serii                    | Finał serii                       | Pora emisji                       | Średnia oglądalność               |
| ----- | ----- | ------- | ----------------- | -------------------- | ----------------- | ----------------------------- | --------------------------------- | --------------------------------- | --------------------------------- | --------------------------------- | --------------------------------- |
|       | 1.    | 1–7 (7) | jesień 2021       | 19 października 2021 | 30 listopada 2021 | wtorek                        | wiosna 2022                       | 6 marca 2022                      | 17 kwietnia 2022                  | niedziela 21.40                   | 728 tys.                          |

## Produkcja i odbiór
Okres zdjęciowy rozpoczęto w maju 2021 r., a plan zdjęciowy zlokalizowano w Warszawie i okolicach.
Serial był jedną z najpopularniejszych produkcji serwisu Player. Średnia oglądalność trzech pierwszych odcinków, emitowanych na antenie stacji telewizyjnej TVN wyniosła 800 tys. widzów, co stanowiło wzrost w stosunku do analogicznego pasma rok wcześniej. Cały sezon na antenie telewizji TVN obejrzało średnio 728 tys. widzów, stacja była wówczas na drugim miejscu w grupie komercyjnej wśród kanałów. 